# In the Lonely Hour
In the Lonely Hour – debiutancki, studyjny album brytyjskiego piosenkarza Sama Smitha, wydany 26 maja 2014 roku nakładem wytwórni Capitol Records w Wielkiej Brytanii, natomiast w Stanach Zjednoczonych – 17 czerwca 2014 roku.
Krążek zawiera hitowe single, "Money on My Mind" (drugi singiel Smitha numer jeden w Wielkiej Brytanii) oraz "Stay with Me" (pierwsze miejsce na UK Singles Chart, drugie miejsce na Billboard Hot 100 i Top 10 w dwudziestu różnych krajach). Trzeci singiel z albumu, "I’m Not the Only One", znalazł się w Top 3 listy najlepiej sprzedających się singli w Wielkiej Brytanii i w Top 5 w Stanach Zjednoczonych.
Wersja deluxe albumu zawiera pięć dodatkowych piosenek, w tym akustyczną wersję singla "Latch" duetu Disclosure oraz singiel "La La La" producenta Naughty’ego Boya, w których Smith użyczył głównego wokalu.
Album In the Lonely Hour po premierze otrzymał pozytywne, ale obojętne opinie od krytyków, którzy podziwiali głos wokalisty, ale byli krytyczni wobec tekstów piosenek. Album stał się światowym sukcesem, debiutując na miejscu pierwszym w Wielkiej Brytanii, Irlandii, Szkocji, Australii, Nowej Zelandii, Południowej Afryce czy Szwecji, został drugim najlepiej sprzedającym się albumem 2014 roku w Wielkiej Brytanii i trzecim w Stanach Zjednoczonych. Otrzymał nominacje do nagród Grammy w kategoriach: Album roku (przegrał z płytą Morning Phase amerykańskiego piosenkarza Beck'a)) oraz Najlepszy album popowo-wokalny, który wygrał podczas 57. rozdania nagród Grammy 8 lutego 2015 roku. Oprócz tego zdobył nominację do nagród BRIT w kategorii Najlepszy album brytyjski, w której przegrał z albumem X Eda Sheerana.
Krążek doczekał się swojej reedycji 6 listopada 2015 pod nazwą In the Lonely Hour: Drowning Shadows Edition, który zawiera 12 nowych utworów, w tym m.in. akustycznej wersji drugiego wspólnego utworu wokalisty z Disclosure, "Omen", wersję singla "Lay Me Down" dla organizacji charytatywnej Comic Relief z gościnnym udziałem Johna Legenda, tytułowy utwór "Drowning Shadows" oraz cover singla Whitney Houston, "How Will I Know", tak jak i "Love Is a Losing Game" Amy Winehouse.

## Kontekst
W grudniu 2013 roku Smith ogłosił, że jego debiutancki album studyjny ukaże się 26 maja 2014 roku pod szyldem wytwórni Capitol Records. W styczniu piosenkarz opublikował w sieci oficjalną szatę graficzną oraz listę wszystkich utworów z płyty. Jak opisywał sam Smith, motywem przewodnim płyty został „smutek, złamane serce”, natomiast inspiracją do napisania materiału na krążek była nieszczęśliwa, nieodwzajemniona miłość do mężczyzny, w którym się zakochał. W wywiadach przyznawał także, że krążek to „pamiętnik 21-letniego samotnego faceta”, a najbardziej osobistą dla niego piosenką z całej płyty jest numer „Good Thing”. W wywiadzie dla magazynu Billboard dodał, że na początku pracy nad płytą chciał stworzyć „nagranie podobne do tworzonego przez Rihannę”.

## Single
Pierwszym singlem promującym In the Lonely Hour został utwór „Lay Me Down”, który ukazał się 15 grudnia 2013 roku. W styczniu 2015 roku Smith wydał nową wersję utworu, do której nagrał także teledysk, dzięki któremu chciał „pokazać swoje marzenia, że pewnego dnia geje, lesbijski i osoby transpłciowe z całego świata będą mogły wziąć ślub pod dowolnym dachem, w dowolnym kraju, mieście, wiosce, tak jak mogą to robić wszystkie heteroseksualne rodziny i przyjaciele”.
W lutym 2014 roku premierę miał drugi singiel z płyty – „Money on My Mind”, który dotarł do pierwszego miejsca brytyjskich list przebojów.
Piosenka „Stay with Me” została wybrana na trzeci utwór promujący album. Singiel ukazał się 18 maja 2014 roku i dotarł na szczyt list przebojów w Wielkiej Brytanii, Polsce, Irlandii, Izraelu, Nowej Zelandii, Szkocji.
Czwartym singlem z In the Lonely Hour został utwór „I’m Not the Only One”, który dotarł do pierwszego miejsca na listach przebojów w Afryce Południowej i Meksyku, do drugiego w Polsce, trzeciego w Wielkiej Brytanii oraz piątego w Stanach Zjednoczonych.
Premiera piątego singla z płyty, „Like I Can”, odbyła się 5 grudnia 2014 roku.

## Przyjęcie przez krytykę
Niedługo po premierze album zdobył pozytywne opinie krytyków oraz recenzentów muzycznych. Jim Farber w recenzji dla New York Daily News uznał In the Lonely Hour za płytę, w której Smith „nie boi się odsłonić swojego bólu i romantycznej tęsknoty”. Sergiusz Królak w recenzji dla portalu JazzSoul.pl ocenił In the Lonely Hour jako „przyjemną, spójną całość, na którą złożyło się kilkanaście wpadających w ucho numerów”. Caryn Ganz z magazynu Rolling Stone określiła Smitha „męskim odpowiednikiem Adele”. Harley Brown z magazynu Billboard porównała płytę do albumów 19 Adele i Come Away with Me Norah Jones. Andrew Ryce z magazynu Pitchfork przyznał, że „większość płyty jest przyjemna w odbiorze tylko dzięki głosowi Smitha”.
Harriet Gibsone z The Guardian przyznała, że album „pławi się w smutku”, natomiast utwory są „sympatyczne, ale nieprzekonujące”. Autor recenzji dla serwisu Szafa Muzyczna przyznał natomiast, że płyta jest „niezbyt różnorodna muzycznie, za to bardzo monotematyczna i jednostajna pod względem tekstów”. Podobną opinię wyraziła Kitty Empire z magazynu The Observer.
Portal Digital Spy uznał In the Lonely Hour za Najlepszy album 2014 roku. Tygodnik Billboard umieścił płytę na trzecim miejscu swojego rocznego podsumowania, a w swoich zestawieniach uwzględnili ją także m.in. dzienniki The Daily Telegraph i The Huffington Post oraz portale Time Out i JazzSoul.pl.

## Sukces komercyjny
Pod koniec maja album In the Lonely Hour zadebiutował na drugim miejscu listy najczęściej kupowanych płyt w Irlandii. 7 czerwca 2014 roku album zadebiutował na szczycie brytyjskiego notowania, osiągając wynik ponad 20 tys. sprzedanych egzemplarzy w tydzień po premierze. Po pięciu tygodniach został sprzedany w ponad 228 tys. kopii, pod koniec roku wynik ten wzrósł do ponad 1,25 miliona egzemplarzy, dzięki czemu In the Lonely Hour zdobył status pięciokrotnej platynowej płyty w kraju oraz otrzymał tytuł drugiego najczęściej kupowanego krążka na brytyjskim roku w 2014 roku.
Pod koniec czerwca 2014 roku In the Lonely Hour zadebiutował na drugim miejscu amerykańskiej listy najczęściej kupowanych płyt, zdobywając wynik ponad 166 tys. sprzedanych egzemplarzy. W grudniu uzyskał miano trzeciej najchętniej kupowanej płyty w Stanach Zjednoczonych, osiągając sprzedaż w ponadmilionowym nakładzie w połowie miesiąca, a także wynik ponad 1,21 miliona sprzedanych sztuk w 2014 roku i ponad 1,34 miliona od dnia premiery.
Album w Polsce uzyskał status trzykrotnie platynowej płyty.

## Lista utworów

### Wydanie standardowe
Spis utworów sporządzono na podstawie materiału źródłowego.
| Nr  | Tytuł                  | Autorzy tekstów                                              | Producenci                     | Czas |
| --- | ---------------------- | ------------------------------------------------------------ | ------------------------------ | ---- |
| 1.  | „Money on My Mind”     | Sam Smith, Ben Ash                                           | Two Inch Punch                 | 3:12 |
| 2.  | „Good Thing”           | Smith, Francis White                                         | Eg White                       | 3:21 |
| 3.  | „Stay with Me”         | Smith, James Napier, William Phillips, Tom Petty, Jeff Lynne | Jimmy Napes, Steve Fitzmaurice | 2:52 |
| 4.  | „Leave Your Lover”     | Smith, Simon Aldred                                          | Napes, Fitzmaurice             | 3:08 |
| 5.  | „I’m Not the Only One” | Smith, Napier                                                | Napes, Fitzmaurice             | 3:59 |
| 6.  | „I've Told You Now”    | Smith, White                                                 | White, Napes, Fitzmaurice      | 3:30 |
| 7.  | „Like I Can”           | Smith, Matt Prime                                            | Napes, Fitzmaurice, Mojam      | 2:47 |
| 8.  | „Life Support”         | Smith, Ash                                                   | Two Inch Punch                 | 2:53 |
| 9.  | „Not in That Way”      | Smith, Fraser T Smith                                        | Fraser T Smith                 | 2:52 |
| 10. | „Lay Me Down”          | Smith, Napier, Elvin Smith                                   | Napes, Fitzmaurice             | 4:13 |

| Wydanie rozszerzone |
| --- |
| 11. „Restart” (Smith, Zane Lowe; Zane Lowe, Napes) – 3:52 12. „Latch” (wersja akustyczna) (Smith, Guy Lawrence, Howard Lawrence, Napier; Napes) – 3:43 13. „La La La” (Naughty Boy feat. Sam Smith) (Smith, Naughty Boy, Al-Hakam El-Kaubaisy, Napier, Murray, Omer, Jonny Coffer, Frobisher Mbabazi; Naughty Boy, Komi, Mojam) – 3:40 14. „Make It to Me” (Smith, H. Lawrence, Napier; Napes, Fitzmaurice, H. Lawrence) – 2:40 |

| Google Play (bonusowe utwory) |
| --- |
| 15. „In the Lonely Hour” (wersja akustyczna) (Smith; Smith) – 2:54 16. „Nirvana” (wersja akustyczna) (Smith, Napier, Harry Craze, Hugo Chegwin, Anup Paul; Craze & Hoax, Jonathan Creek) – 3:45 |

| Wydanie rozszerzone dla Target |
| --- |
| 11. „Restart” (Smith, Zane Lowe; Zane Lowe, Napes) – 3:52 12. „Latch” (wersja akustyczna) (Smith, Guy Lawrence, Howard Lawrence, Napier; Napes) – 3:43 13. „La La La” (Naughty Boy feat. Sam Smith) (Smith, Naughty Boy, Al-Hakam El-Kaubaisy, Napier, Murray, Omer, Jonny Coffer, Frobisher Mbabazi; Naughty Boy, Komi, Mojam) – 3:40 14. „Reminds Me of You” (Smith, Joel Little; Little) – 3:14 15. „Stay with Me” (feat. Mary J. Blige) (Smith, Napier, Phillips; Napes, Rodney Jerkins, Fitzmaurice) – 2:52 16. „In the Lonely Hour” (wersja akustyczna) (Smith; Smith) – 2:54 |

| Wydanie japońskie (bonusowe utwory) |
| --- |
| 11. „Restart” (Smith, Zane Lowe; Zane Lowe, Napes) – 3:52 12. „Latch” (wersja akustyczna) (Smith, Guy Lawrence, Howard Lawrence, Napier; Napes) – 3:43 13. „La La La” (Naughty Boy feat. Sam Smith) (Smith, Naughty Boy, Al-Hakam El-Kaubaisy, Napier, Murray, Omer, Jonny Coffer, Frobisher Mbabazi; Naughty Boy, Komi, Mojam) – 3:40 14. „Make It to Me” (Smith, H. Lawrence, Napier; Napes, Fitzmaurice, H. Lawrence) – 2:40 15. „Reminds Me of You” (Smith, Joel Little; Little) – 3:14 16. „Stay with Me” (feat. Mary J. Blige) (Smith, Napier, Phillips; Napes, Rodney Jerkins, Fitzmaurice) – 2:52 17. „In the Lonely Hour” (wersja akustyczna) (Smith; Smith) – 2:54 18. „Nirvana” (Smith, Napier, Harry Craze, Hugo Chegwin, Anup Paul; Craze & Hoax, Jonathan Creek) – 3:22 19. „Safe with Me” (Smith, Ash; Two Inch Punch) – 3:04 20. „Together” (Disclosure, Sam Smith, Nile Rodgers & Jimmy Napes) (Nile Rodgers, Napier, Disclosure, Smith; Disclosure, Rodgers, Napes) – 2:22 |

## Notowania na listach przebojów
| Kraj              | Lista (2014-15)                | Najwyższe miejsce |
| ----------------- | ------------------------------ | ----------------- |
| Nowa Zelandia     | Album Top 40                   | 1                 |
| Szwecja           | Album Top 60                   | 1                 |
| Wielka Brytania   | Album Top 40                   | 1                 |
| Australia         | Albums Top 50                  | 2                 |
| Dania             | Album Top 50                   | 2                 |
| Irlandia          | Album Top 100                  | 2                 |
| Norwegia          | Album Top 40                   | 2                 |
| Stany Zjednoczone | Billboard 200                  | 2                 |
| Szkocja           | Album Top 40                   | 2                 |
| Szwajcaria        | Album Top 100                  | 3                 |
| RPA               | Album Top 20                   | 4                 |
| Holandia          | Album Top 100                  | 5                 |
| Belgia            | Ultratop 200 Albums (Flandria) | 5                 |
| Belgia            | Ultratop 200 Albums (Walonia)  | 30                |
| Austria           | Album Top 75                   | 15                |
| Finlandia         | Album Top 50                   | 16                |
| Portugalia        | Album Top 30                   | 20                |
| Polska            | Top 50 Albumów                 | 23                |
| Hiszpania         | Album Top 100                  | 36                |
| Francja           | Album Top 100                  | 44                |
| Włochy            | Album Top 100                  | 46                |